# Loch Bharradail
Loch Bharradail ist ein See auf der schottischen Hebrideninsel Islay.

## Beschreibung
Der See liegt in der dünnbesiedelten, hügeligen Region im Osten der Insel etwa 1,5 km südlich des Weilers Kilmeny. Loch Bharradail liegt wenige hundert Meter abseits einer einspurigen Straße, die Ballygrant mit der Gegend um Glenegedale verbindet. Südwestlich erhebt sich der 178 Meter hohe Beinn Bharradail. Der schilfige See weist eine maximale Länge von 290 m und eine Breite von höchstens 190 Metern auf. Loch Bharradail wird von mehreren Bächen gespeist. Am Südufer mündet der aus dem rund einen Kilometer östlich gelegenen Loch Fada abfließende Bach ab. Vom Nordufer des Loch Bharradail fließt der Bach Allt Loch Bharradail ab. Dieser mündet in den Abhainn Ceann Caoilte, der in den Ballygrant Burn, einen Quellfluss des Sorn mündet, der schließlich in die Bucht Loch Indaal entwässert.
Loch Bharradail nimmt eine Fläche von vier Hektar ein und weist dabei einen Umfang von rund einem Kilometer auf. Seine mittlere Tiefe beträgt 4,9 Meter woraus ein Volumen von rund 0,2 Mio. Kubikmeter resultiert. Der auf 98 Meter Höhe gelegene See besitzt ein Einzugsgebiet von 230 Hektar. Diese umfasst zu 47 % Heideland und zu 41 % Grasland, wobei Grundwasser 4 % des Zuflusses ausmacht.
Nahe dem Nordufer des Sees befindet sich eine kleine, oval geformte Insel. Diese ist wahrscheinlich teilweise menschlichen Ursprungs und diente als Crannóg. Die Insel kann über einen Steindamm vom Ufer aus erreicht werden, der heute unter einer 20 cm dicken Schlammschicht verborgen liegt. Sie ruht auf einem Fundament aus Kies und kleinen Steinen, das sich sanft vom schluffigen Seeboden hebt. Ein Stück unterhalb der Wasseroberfläche ist die Insel durch mittelgroße und große Steine befestigt. Auf der Insel sind verschiedene Überreste von Bauwerken vorhanden; darunter ein zwölf Meter langes Mauerwerk.

## Umgebung
Im Nordosten finden sich die Überreste zweier Rundhaussiedlungen, deren Umgebungen Spuren von Ackerbau zeigen. Etwa einen Kilometer in südöstlicher beziehungsweise südwestlicher Richtung befinden sich die Überreste zweier aufgegebener Siedlungen aus neueren Zeiten. Dort sind noch die Grundmauern verschiedener Gebäude sowie eine Darre vorhanden.
In der Umgebung des Sees wurde früher Blei abgebaut.